# Juan Vicente Piqueras
Juan Vicente Piqueras Salinas, né le 17 décembre 1960 à (Los Duques, Requena, est un poète espagnol. Il a également travaillé comme animateur de radio, acteur, scénariste, traducteur, sous-titreur, professeur d'espagnol pour étrangers et directeur d'études à l'Institut Cervantes.

## Biographie
Juan Vicente Piqueras nait à Los Duques (es), petit village de la commune de Requena dans la province de Valence qui compte aujourd'hui une centaine d'habitants. Il y vit jusqu'à ses 16 ans. Il est diplômé en philologie hispanique à l'Université de Valence. Il fonde Radio Requena en 1984, qu'il a ensuite dirigé et animé.
Durant l'année scolaire 1985-1986, il est professeur de langue espagnole au lycée français Château de Chamousseau à Villedieu-sur-Indre, proche de l'Indre, au sud de la Loire. Il y rédige ses livres Castillos de Aquitania et La palabra cuando. Entre 1988 et 2007 il vit à Rome, où il est professeur de l'Institut Cervantes et travaille comme traducteur, doubleur et sous-titreur de films italiens vers l'espagnol. De 2007 à 2012 il a résidé à Athènes où il fut Directeur d'études à l'Institut Cervantes. De 2012 à 2017 il vit à Alger. À partir de 2017 il est directeur d'études à l'institut Cervantes de Lisbonne puis il part en Jordanie en 2019 où il vit depuis lors.

## Récompenses
- Prix José Fer, pour La palabra cuando (1991)
- Prix Antonio Machado, pour La latitud de los caballos (1999)
- Second prix de la Ville de Melilla, pour Adverbios de lugar (2003)
- Prix de la Crítica valenciana et Prix du Festival internacional de Medellín (Colombie), pour Aldea (2006)
- Prix Jaén de poesía, pour La hora de irse (2010)
- Prix Manuel Alcántara, pour La habitación vacía (2012)
- Prix Fondation Loewe, pour Atenas (2012)[2],[3]
- Prix de Poésie Hermanos Argensola, pour La habitación vacía (2022)
- Prix National de Poésie de la Ville de Lucena Lara Cantizani, pour Cerezas (2023)

## Œuvres
- Tentativas de un héroe derrotado, dans Cuadernos Hispanoamericanos, n.º 424 (1985)
- Castillos de Aquitania (Stella, Italie, 1987)
- La palabra cuando (Université populaire de San Sebastián de los Reyes, 1992)
- La latitud de los caballos (Hiperión, 1999)
- La edad del agua (Ayuntamiento de Lucena, 2004)
- Adverbios de lugar (Visor, 2004)
- Palme (Empirià, Italie, 2005)
- Aldea (Hiperión, 2006)[1]
- Palmeras (Diputación de Málaga, 2007)
- La hora de irse (Hiperión, 2011)
- YYo que tú (Manual de gramática y poesía) (Difusión, 2012)
- Atenas (Visor, 2012)[2],[3]
- La ola tatuada (Ya lo dijo Casimiro Parker, 2015)
- Padre (Renacimiento, 2016)
- Miel caída (21ventiúnversos, 2016)
- Narciso y ecos (Fundación José Manuel Lara, 2017)
- Animales (Ayuntamiento de Lucena, 2017)
- Ascuas (Pepitas de calabaza, 2019)
- Qué hago yo aquí. Antología poética 1999-2017 (Renacimiento, 2019)
- La habitación vacía (Visor, 2022)
- Cerezas (Reino de Cordelia, 2023)

### Traductions
- Poesía completa de Tonino Guerra (Universidad Popular José Hierro, 2002)
- Una calle para mi nombre, de Izet Sarajlić (Ayuntamiento de Lucena, 2003)
- Cosecha de ángeles (antología), de Ana Blandiana (Juan de Mairena Editores, 2007)
- El hambre del cocinero, de Kostas Vrachnós (Juan de Mairena Editores, 2008)
- La miel, de Tonino Guerra (Ediciones La Palma, 2008)
- El huésped en el bosque, de Elisa Biagini (Juan de Mairena Editores, 2010)
- Encima del subsuelo, de Kostas Vrachnós (Point de Lunettes, 2014)
- Cobijarme en una palabra, de Cesare Zavattini (Bartleby Editores, 2016)